# Богоявленская церковь (Советское)
Богоявле́нская це́рковь — православный храм в селе Советском Тамбовской области. Относится к Моршанскому благочинию Мичуринской епархии Русской Православной Церкви. Является памятником архитектуры XIX века.

## Фотографии

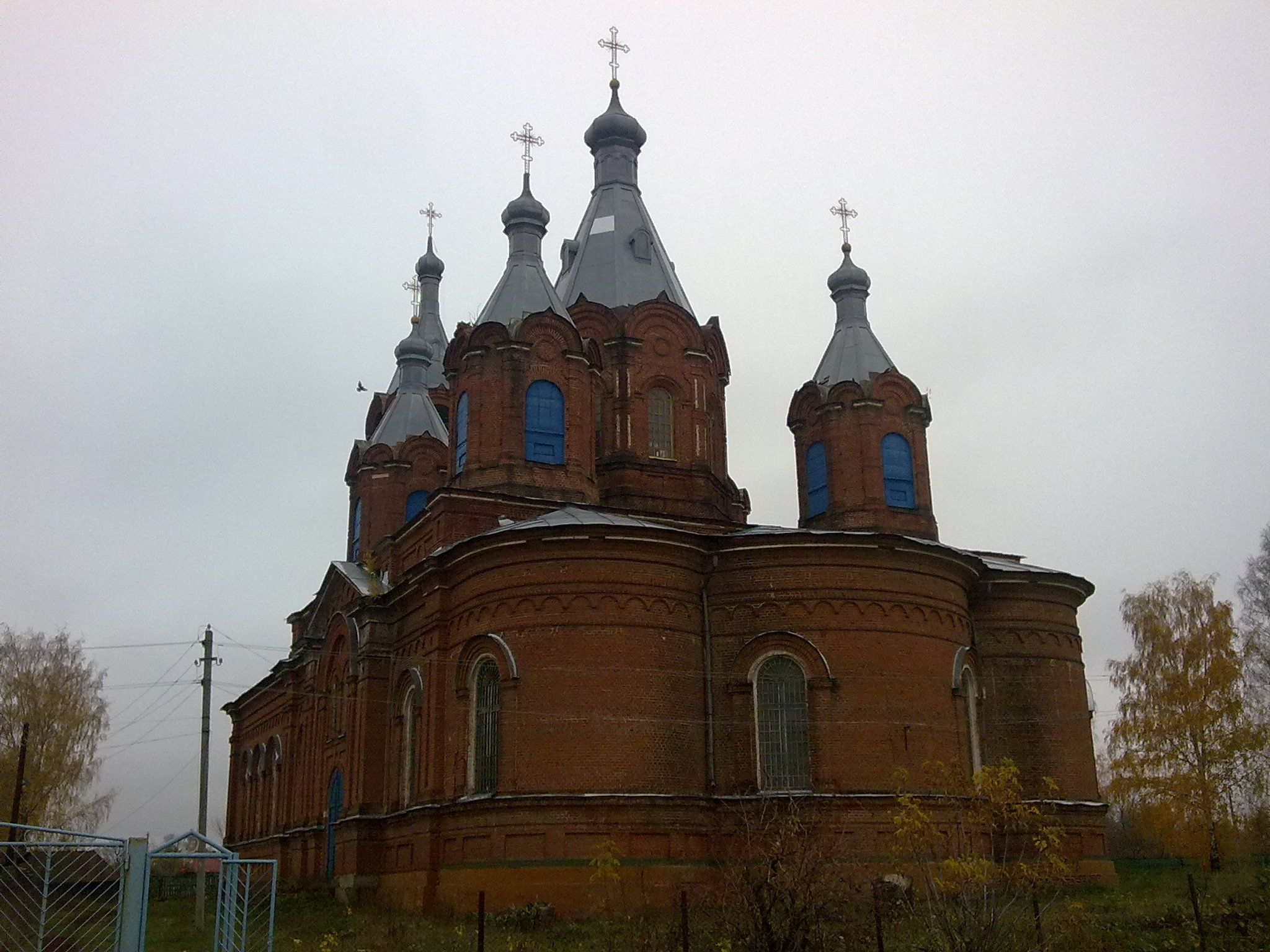
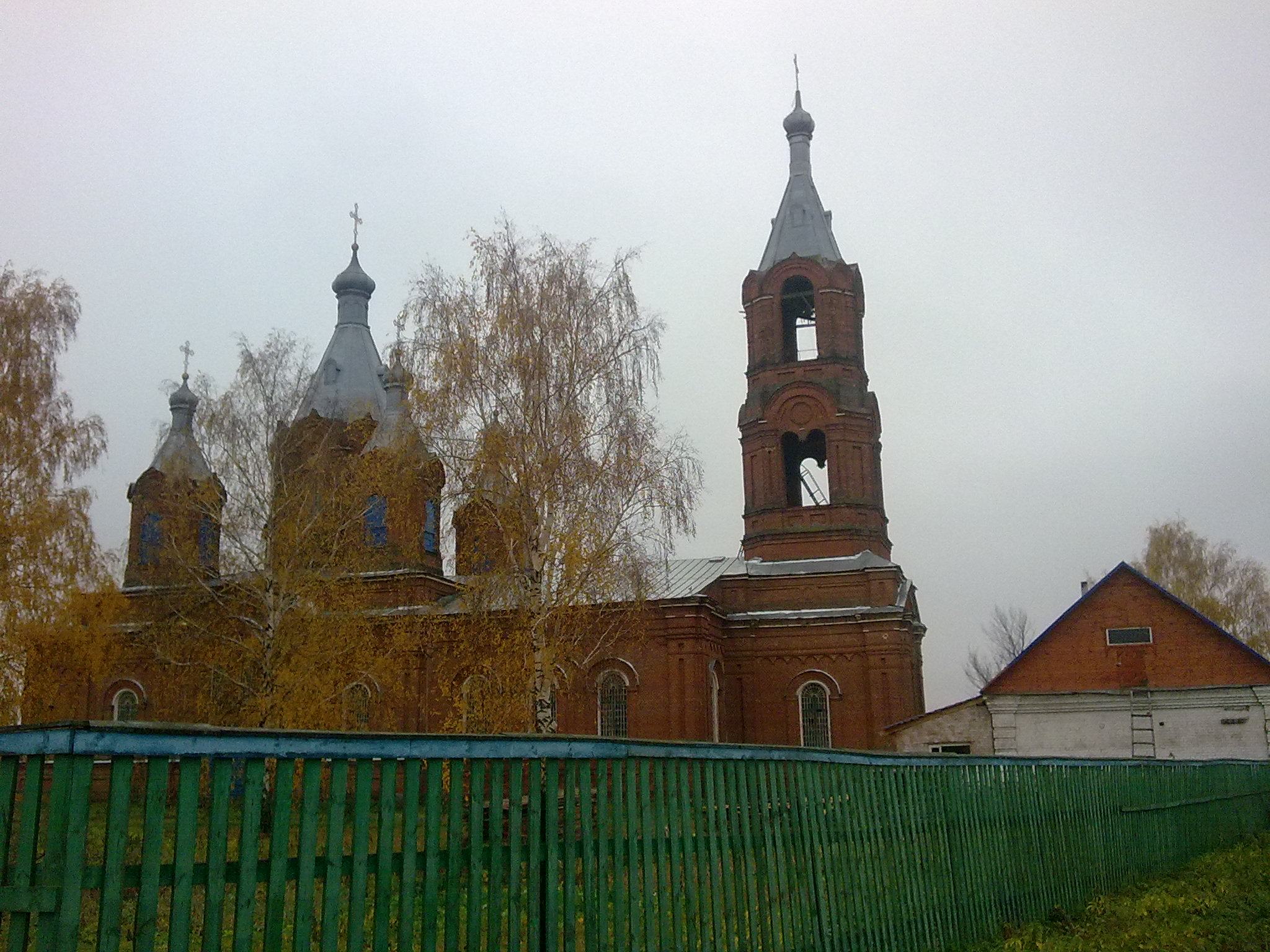
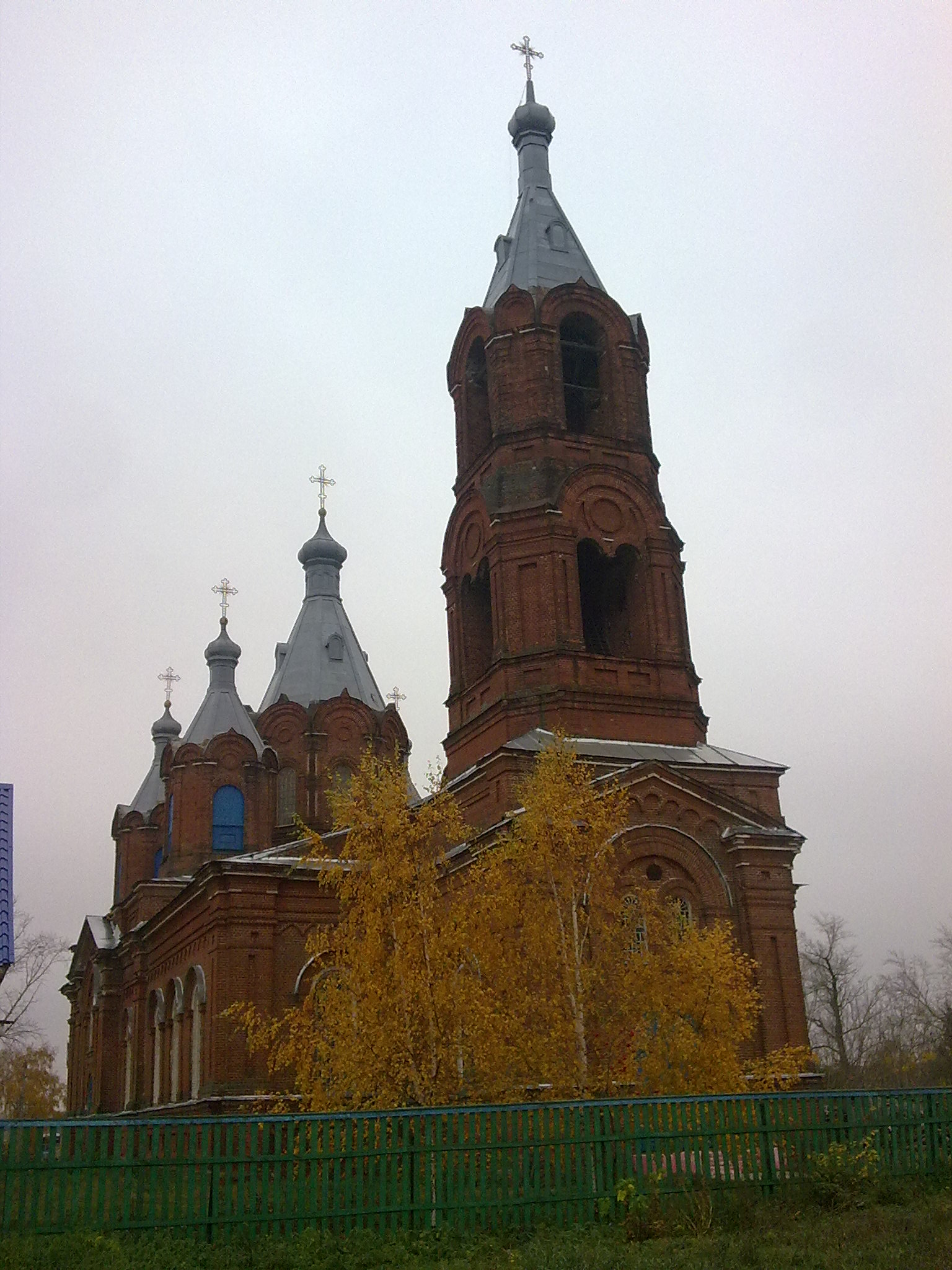
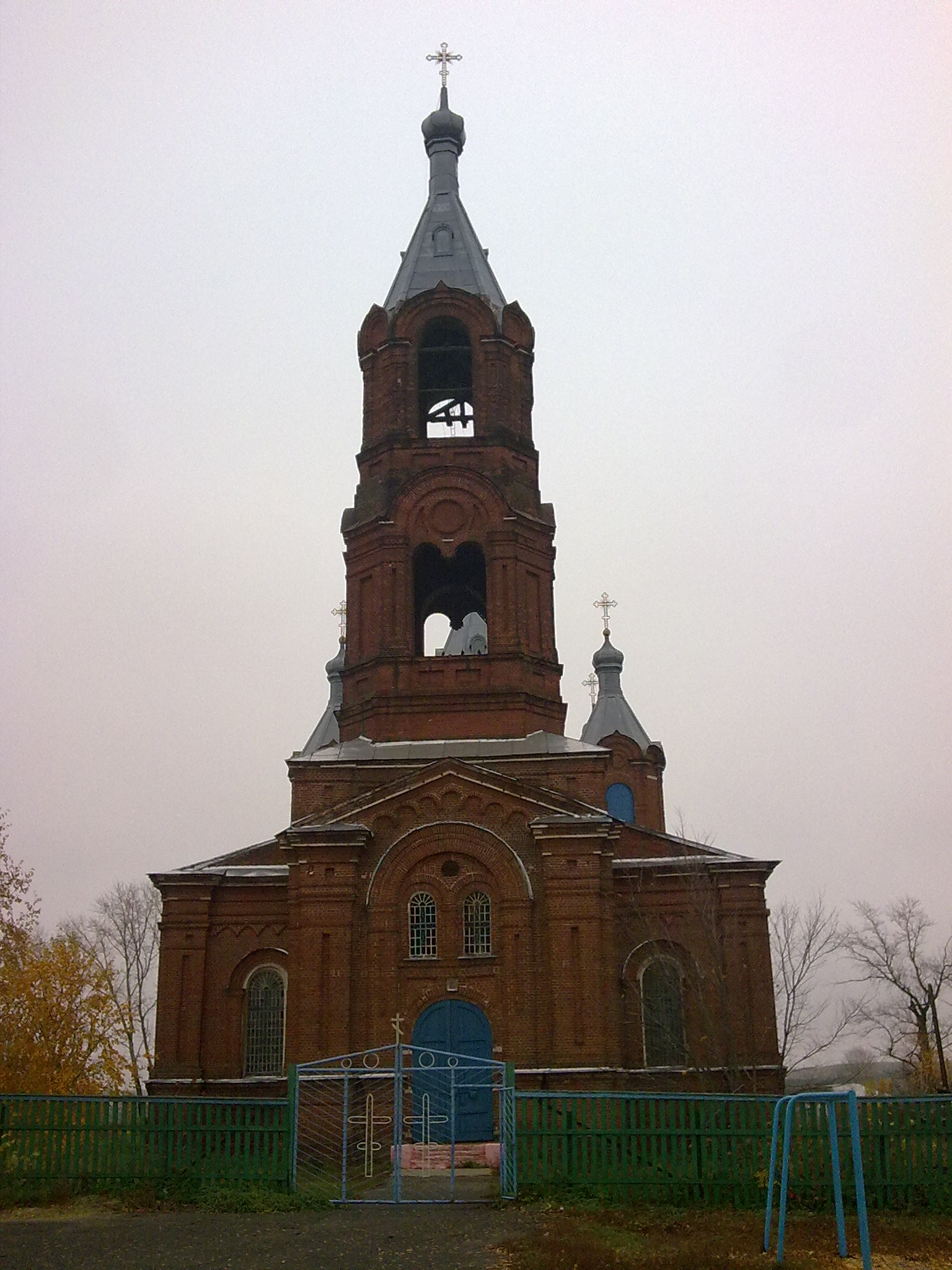